# Diecezja Arcach

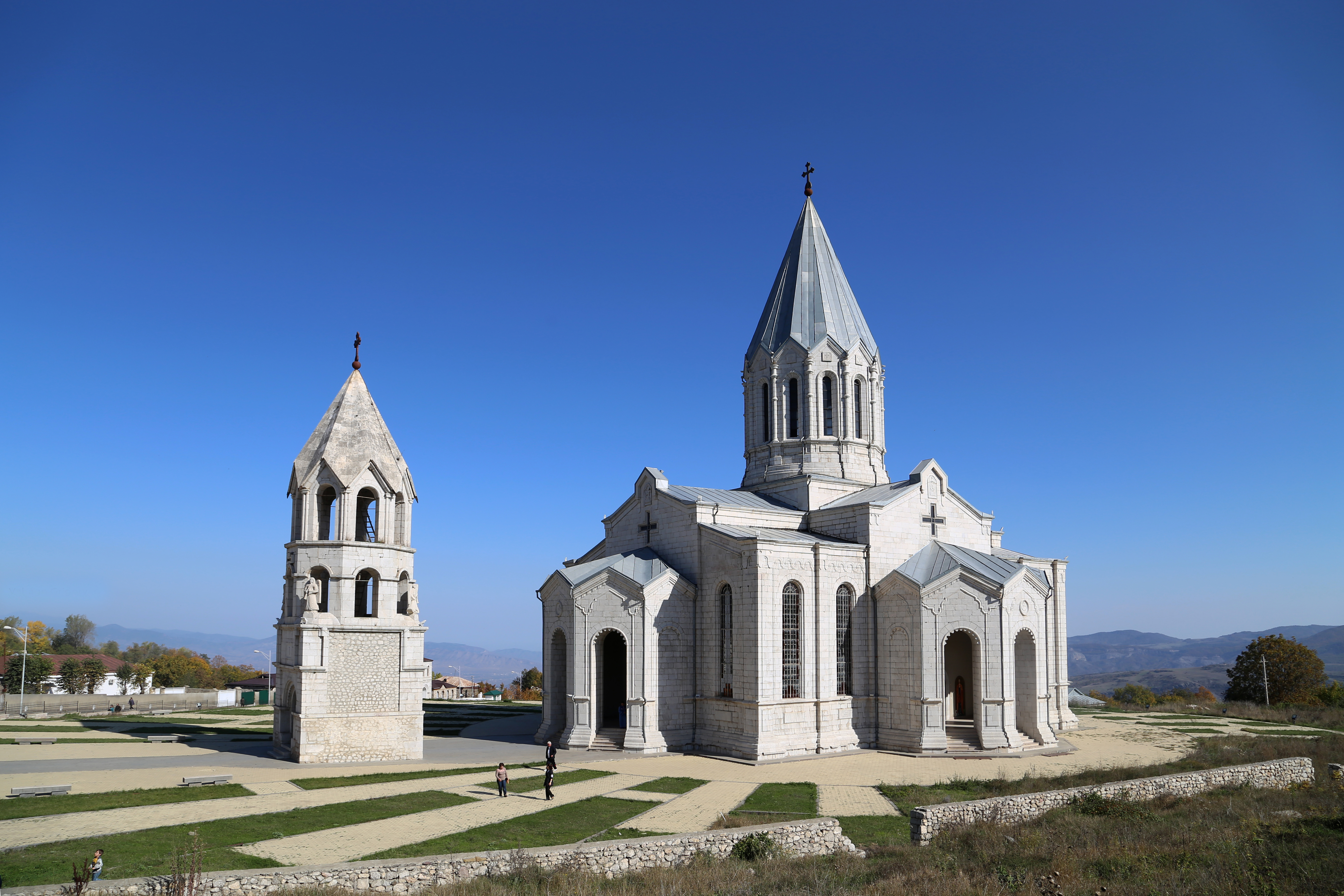
katedra diecezjalna (2014)

Diecezja Arcach – diecezja Apostolskiego Kościoła Ormiańskiego z siedzibą w Szuszi.
Aktualnym (2022) biskupem diecezji jest Wertanes Abrahamian.